# Music for a While

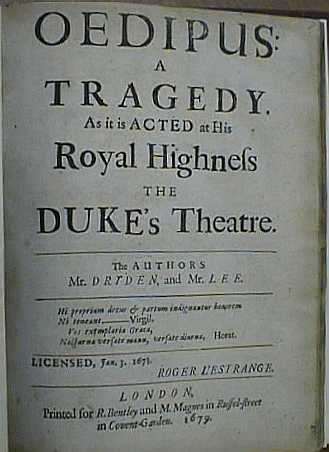
Oedipus

Ne doit pas être confondu avec Music for a While (album).
Music for a While est une composition musicale du compositeur baroque anglais Henry Purcell, le second des quatre mouvements de la musique composée par lui en 1692 (Z 583) et destinée à la pièce de John Dryden et Nathaniel Lee, Oedipus. Écrit initialement pour voix et continuo, le morceau existe avec de nombreux arrangements différents, notamment pour clavier seul, et pour violon et clavier.

## Paroles
| Music for a while Shall all your cares beguile. Wond'ring how your pains were eas'd And disdaining to be pleas'd Till Alecto free the dead From their eternal bands, Till the snakes drop from her head, And the whip from out her hands. | La musique un moment, Trompera tous vos tourments. Vous vous étonnerez de voir vos douleurs soulagées, Et ne daignerez être satisfaits, Jusqu'à ce qu'Alecto libère les morts De leurs liens éternels ; Jusqu'à ce que les serpents tombent de sa tête, Et le fouet de ses mains. |